# Soulier d'or belge
Cet article s'applique au Soulier d'or masculin belge. Pour le Soulier d'or féminin belge, voir l'article Soulier d'or féminin
Le Soulier d'or (en néerlandais : Gouden Schoen) est un trophée décerné par le quotidien flamand Het Laatste Nieuws qui récompense annuellement depuis 1954 le meilleur joueur évoluant dans le championnat belge de football lors de l'année civile écoulée. C'est la plus importante des récompenses donnée à un footballeur en Belgique.

## Attribution
Le gagnant est le joueur qui reçoit le plus de voix parmi un jury de 150 votants composé majoritairement de journalistes sportifs et de consultants (néerlandophones et francophones) ainsi que de certains anciens lauréats. Comme la saison de football ne correspond pas à une année civile, le vote se déroule en deux tours. Le premier en juillet après la fin de la saison et le deuxième en décembre. En janvier, les votes sont additionnés et on proclame le gagnant lors d'une soirée télévisée. Depuis janvier 2014, lors de la cérémonie du Soulier d'or 2013 trois nouveaux prix ont été ajoutés : Espoir de l'année, Gardien de l'année et Entraîneur de l'année. Il existe aussi un prix récompensant la joueuse de l'année depuis janvier 2017, le  Soulier d'or féminin.

## Statistiques
Le joueur le plus récompensé est Paul Van Himst qui a gagné 4 fois le trophée. Il est suivi de Wilfried Van Moer et Jan Ceulemans (3 fois). Six autres joueurs ont gagné ce trophée deux fois : Jef Jurion, Michel Preud'homme, Franky Van der Elst, Pär Zetterberg, Mbark Boussoufa et Hans Vanaken. Les seuls joueurs à avoir reçu le Soulier d'or deux années de suite sont Paul Van Himst (1960-1961), Wilfried Van Moer (1969-1970), Jan Ceulemans (1985-1986) et Hans Vanaken (2018-2019). 
Le club dont les joueurs ont été le plus souvent récompensés est le RSC Anderlecht (14 joueurs pour 21 trophées), suivi du FC Bruges (7 joueurs pour 10 trophées), puis du Standard de Liège (8 joueurs pour 9 trophées). La plus longue série pour un club est de quatre Souliers d'or d'affilée pour des joueurs du FC Bruges (2016, 2017, 2018 et 2019) suivi par des séries de 3 joueurs d'Anderlecht (en 1960, 1961, 1962 et en 1991, 1992, 1993 et aussi en 2010, 2011, 2012), du FC Malines (en 1987, 1988, 1989) et du Standard de Liège (en 2007, 2008, 2009). En ce qui concerne des séries interrompues, des joueurs d'Anderlecht ont reçu le trophée cinq années sur six entre 1960 et 1965 et des joueurs du Standard de Liège ont reçu ce trophée quatre années sur cinq entre 2005 et 2009.
Depuis la création du prix, 6 gardiens différents ont remporté le soulier d'or. Cependant, seul Michel Preud'homme l'a remporté plus d'une fois. 
Dix joueurs étrangers ont gagné ce trophée, principalement à partir des années 1990. Le premier vainqueur étranger est Néerlandais, Johan Boskamp en 1975. Les seuls étrangers qui ont gagné le trophée deux fois sont le suédois Pär Zetterberg et le marocain Mbark Boussoufa. 
Le premier lauréat à ne pas aller chercher son trophée est le joueur serbe Milan Jovanović, Soulier d'or belge 2009 (en raison d'un boycott de son club vis-à-vis du journal Het Laatste Nieuws).
Notons aussi que de nombreux joueurs de qualité du championnat belge n'ont jamais obtenu cette récompense. Parmi ceux-ci, on peut citer Ludo Coeck, Juan Lozano, Gilbert Bodart, Luc Nilis, Marc Wilmots, Georges Grün ou encore Raoul Lambert.[non neutre]
Parmi les 23 diables rouges sélectionnés pour la coupe du monde 2018 en Russie, seulement trois ont obtenu le soulier d'or : Vincent Kompany, Axel Witsel et Thorgan Hazard. Cela s'explique en partie par le fait que ces joueurs internationaux ont joué assez peu ou parfois pas du tout en Belgique.

## Palmarès

### Joueur de l'année
| Année | Vainqueur              | Nationalité | Club              |
| ----- | ---------------------- | ----------- | ----------------- |
| 1954  | Rik Coppens            | Belgique    | R Beerschot AC    |
| 1955  | Fons Van Brandt        | Belgique    | Lierse SK         |
| 1956  | Victor Mees            | Belgique    | Royal Antwerp FC  |
| 1957  | Jef Jurion             | Belgique    | RSC Anderlecht    |
| 1958  | Roland Storme          | Belgique    | La Gantoise       |
| 1959  | Lucien Olieslagers     | Belgique    | Lierse SK         |
| 1960  | Paul Van Himst         | Belgique    | RSC Anderlecht    |
| 1961  | Paul Van Himst (2)     | Belgique    | RSC Anderlecht    |
| 1962  | Jef Jurion (2)         | Belgique    | RSC Anderlecht    |
| 1963  | Jean Nicolay           | Belgique    | Standard de Liège |
| 1964  | Wilfried Puis          | Belgique    | RSC Anderlecht    |
| 1965  | Paul Van Himst (3)     | Belgique    | RSC Anderlecht    |
| 1966  | Wilfried Van Moer      | Belgique    | Royal Antwerp FC  |
| 1967  | Fernand Boone          | Belgique    | FC Bruges         |
| 1968  | Odilon Polleunis       | Belgique    | Saint-Trond VV    |
| 1969  | Wilfried Van Moer (2)  | Belgique    | Standard de Liège |
| 1970  | Wilfried Van Moer (3)  | Belgique    | Standard de Liège |
| 1971  | Erwin Vandendaele      | Belgique    | FC Bruges         |
| 1972  | Christian Piot         | Belgique    | Standard de Liège |
| 1973  | Maurice Martens        | Belgique    | RWD Molenbeek     |
| 1974  | Paul Van Himst (4)     | Belgique    | RSC Anderlecht    |
| 1975  | Johan Boskamp          | Pays-Bas    | RWD Molenbeek     |
| 1976  | Robert Rensenbrink     | Pays-Bas    | RSC Anderlecht    |
| 1977  | Julien Cools           | Belgique    | FC Bruges         |
| 1978  | Jean-Marie Pfaff       | Belgique    | KSK Beveren       |
| 1979  | Jean Janssens          | Belgique    | KSK Beveren       |
| 1980  | Jan Ceulemans          | Belgique    | FC Bruges         |
| 1981  | Erwin Vandenbergh      | Belgique    | Lierse SK         |
| 1982  | Eric Gerets            | Belgique    | Standard de Liège |
| 1983  | Franky Vercauteren     | Belgique    | RSC Anderlecht    |
| 1984  | Enzo Scifo             | Belgique    | RSC Anderlecht    |
| 1985  | Jan Ceulemans (2)      | Belgique    | FC Bruges         |
| 1986  | Jan Ceulemans (3)      | Belgique    | FC Bruges         |
| 1987  | Michel Preud'homme     | Belgique    | FC Malines        |
| 1988  | Lei Clijsters          | Belgique    | FC Malines        |
| 1989  | Michel Preud'homme (2) | Belgique    | FC Malines        |
| 1990  | Franky Van der Elst    | Belgique    | FC Bruges         |
| 1991  | Marc Degryse           | Belgique    | RSC Anderlecht    |
| 1992  | Philippe Albert        | Belgique    | RSC Anderlecht    |

| Année | Vainqueur               | Nationalité        | Club              |
| ----- | ----------------------- | ------------------ | ----------------- |
| 1993  | Pär Zetterberg          | Suède              | R Charleroi SC    |
| 1994  | Gilles De Bilde         | Belgique           | Eendracht Alost   |
| 1995  | Paul Okon               | Australie          | FC Bruges         |
| 1996  | Franky Van der Elst (2) | Belgique           | FC Bruges         |
| 1997  | Pär Zetterberg (2)      | Suède              | RSC Anderlecht    |
| 1998  | Branko Strupar          | Croatie            | RC Genk           |
| 1999  | Lorenzo Staelens        | Belgique           | RSC Anderlecht    |
| 2000  | Jan Koller              | R. tchèque         | RSC Anderlecht    |
| 2001  | Wesley Sonck            | Belgique           | RC Genk           |
| 2002  | Timmy Simons            | Belgique           | FC Bruges         |
| 2003  | Aruna Dindane           | Côte d'Ivoire      | RSC Anderlecht    |
| 2004  | Vincent Kompany         | Belgique           | RSC Anderlecht    |
| 2005  | Sérgio Conceição        | Portugal           | Standard de Liège |
| 2006  | Mbark Boussoufa         | Maroc              | RSC Anderlecht    |
| 2007  | Steven Defour           | Belgique           | Standard de Liège |
| 2008  | Axel Witsel             | Belgique           | Standard de Liège |
| 2009  | Milan Jovanović         | Serbie             | Standard de Liège |
| 2010  | Mbark Boussoufa (2)     | Maroc              | RSC Anderlecht    |
| 2011  | Matías Suárez           | Argentine          | RSC Anderlecht    |
| 2012  | Dieumerci Mbokani       | Rép. dém. du Congo | RSC Anderlecht    |
| 2013  | Thorgan Hazard          | Belgique           | SV Zulte Waregem  |
| 2014  | Dennis Praet            | Belgique           | RSC Anderlecht    |
| 2015  | Sven Kums               | Belgique           | KAA La Gantoise   |
| 2016  | José Izquierdo          | Colombie           | FC Bruges         |
| 2017  | Ruud Vormer             | Pays-Bas           | FC Bruges         |
| 2018  | Hans Vanaken            | Belgique           | FC Bruges         |
| 2019  | Hans Vanaken (2)        | Belgique           | FC Bruges         |
| 2020  | Lior Refaelov           | Israël             | Royal Antwerp FC  |
| 2021  | Paul Onuachu            | Nigeria            | KRC Genk          |
| 2022  | Simon Mignolet          | Belgique           | FC Bruges         |
| 2023  | Toby Alderweireld       | Belgique           | Royal Antwerp FC  |
| 2024  | Hans Vanaken (3)        | Belgique           | FC Bruges         |

### Espoir de l'année
| Année | Vainqueur            | Nationalité | Club             |
| ----- | -------------------- | ----------- | ---------------- |
| 2013  | Thorgan Hazard       | Belgique    | SV Zulte Waregem |
| 2014  | Youri Tielemans      | Belgique    | RSC Anderlecht   |
| 2015  | Youri Tielemans      | Belgique    | RSC Anderlecht   |
| 2016  | Leon Bailey          | Jamaïque    | KRC Genk         |
| 2017  | Henry Onyekuru       | Nigeria     | KAS Eupen        |
| 2018  | Wesley               | Brésil      | FC Bruges        |
| 2019  | Yari Verschaeren     | Belgique    | RSC Anderlecht   |
| 2020  | Charles De Ketelaere | Belgique    | FC Bruges        |
| 2021  | Charles De Ketelaere | Belgique    | FC Bruges        |
| 2022  | Bilal El Khannouss   | Maroc       | KRC Genk         |
| 2023  | Arthur Vermeeren     | Belgique    | Royal Antwerp FC |
| 2024  | Bilal El Khannouss   | Maroc       | KRC Genk         |

### Gardien de l'année
| Année | Vainqueur       | Nationalité | Club             |
| ----- | --------------- | ----------- | ---------------- |
| 2013  | Silvio Proto    | Belgique    | RSC Anderlecht   |
| 2014  | Mathew Ryan     | Australie   | FC Bruges        |
| 2015  | Matz Sels       | Belgique    | KAA La Gantoise  |
| 2016  | Ludovic Butelle | France      | FC Bruges        |
| 2017  | Lovre Kalinić   | Croatie     | KAA La Gantoise  |
| 2018  | Lovre Kalinić   | Croatie     | KAA La Gantoise  |
| 2019  | Simon Mignolet  | Belgique    | FC Bruges        |
| 2020  | Simon Mignolet  | Belgique    | FC Bruges        |
| 2021  | Simon Mignolet  | Belgique    | FC Bruges        |
| 2022  | Simon Mignolet  | Belgique    | FC Bruges        |
| 2023  | Jean Butez      | France      | Royal Antwerp FC |
| 2024  | Simon Mignolet  | Belgique    | FC Bruges        |

### Entraîneur de l'année
| Année | Vainqueur           | Nationalité | Club                 |
| ----- | ------------------- | ----------- | -------------------- |
| 2013  | Francky Dury        | Belgique    | SV Zulte Waregem     |
| 2014  | Besnik Hasi         | Albanie     | RSC Anderlecht       |
| 2015  | Hein Vanhaezebrouck | Belgique    | KAA La Gantoise      |
| 2016  | Michel Preud'homme  | Belgique    | FC Bruges            |
| 2017  | Felice Mazzu        | Belgique    | R Charleroi SC       |
| 2018  | Ivan Leko           | Croatie     | FC Bruges            |
| 2019  | Philippe Clement    | Belgique    | KRC Genk / FC Bruges |
| 2020  | Philippe Clement    | Belgique    | FC Bruges            |
| 2021  | Felice Mazzu        | Belgique    | Union saint-gilloise |
| 2022  | Wouter Vrancken     | Belgique    | KRC Genk             |
| 2023  | Mark van Bommel     | Pays-Bas    | Royal Antwerp FC     |
| 2024  | Nicky Hayen         | Belgique    | FC Bruges            |

### Meilleur belge à l'étranger
| Année | Vainqueur            | Club                             |              |
| ----- | -------------------- | -------------------------------- | ------------ |
| 2000  | Émile Mpenza         | FC Schalke 04                    |              |
| 2001  | Marc Wilmots         | FC Schalke 04                    |              |
| 2002  | Marc Wilmots         | FC Schalke 04                    |              |
| 2003  | Non attribué         | Non attribué                     | Non attribué |
| 2004  | Non attribué         | Non attribué                     | Non attribué |
| 2005  | Non attribué         | Non attribué                     | Non attribué |
| 2006  | Non attribué         | Non attribué                     | Non attribué |
| 2007  | Non attribué         | Non attribué                     | Non attribué |
| 2008  | Marouane Fellaini    | Everton FC                       |              |
| 2009  | Thomas Vermaelen     | Arsenal FC                       |              |
| 2010  | Vincent Kompany      | Manchester City FC               |              |
| 2011  | Non attribué         | Non attribué                     | Non attribué |
| 2012  | Non attribué         | Non attribué                     | Non attribué |
| 2013  | Thibaut Courtois     | Atlético Madrid                  |              |
| 2014  | Thibaut Courtois     | Atlético Madrid Chelsea FC       |              |
| 2015  | Kevin De Bruyne      | VfL Wolfsburg Manchester City FC |              |
| 2016  | Kevin De Bruyne      | Manchester City FC               |              |
| 2017  | Eden Hazard          | Chelsea FC                       |              |
| 2018  | Eden Hazard          | Chelsea FC                       |              |
| 2019  | Eden Hazard          | Chelsea FC Real Madrid           |              |
| 2020  | Romelu Lukaku        | Inter Milan                      |              |
| 2021  | Romelu Lukaku        | Inter Milan Chelsea FC           |              |
| 2022  | Kevin De Bruyne      | Manchester City FC               |              |
| 2023  | Kevin De Bruyne      | Manchester City FC               |              |
| 2024  | Charles De Ketelaere | Atalanta Bergame                 |              |